# Oliver MacDonald
Joseph Oliver MacDonald (ur. 20 lutego 1904 w Paterson, zm. 14 kwietnia 1973 w Flemington w stanie New Jersey) – amerykański lekkoatleta (sprinter), mistrz olimpijski z 1924.
Na igrzyskach olimpijskich w 1924 w Paryżu startował w sztafecie 4 × 400 metrów, która zdobyła złoty medal, biegnąc w składzie: Commodore Cochran, William Stevenson, MacDonald i Alan Helffrich. Ustanowiła wówczas rekord świata czasem 3:16,0.
MacDonald był wicemistrzem Stanów Zjednoczonych (AAU) w biegu na 220 jardów w 1925.
Ukończył studia na Uniwersytecie Pensylwanii i praktykował jako lekarz dentysta w Paterson. W 1959 zakończył tę praktykę i przeniósł się do Flemington, gdzie był pośrednikiem w obrocie nieruchomościami.